# 北条鉄道
北条鉄道株式会社（ほうじょうてつどう）は、加西市・兵庫県などが出資する第三セクター方式で設立され、兵庫県で旧日本国有鉄道（国鉄）特定地方交通線の鉄道路線を運営している鉄道事業者。本社は兵庫県加西市北条町の北条町駅に所在。代表取締役社長は、高橋晴彦（加西市長）。

## 歴史
- 1984年（昭和59年）10月18日 - 設立[5]。
- 1985年（昭和60年）4月1日 - 国鉄から承継し北条線開業[5]。
- 1986年（昭和61年）4月 - 列車無線使用開始[6]。
- 1989年（平成元年）12月 - サンタ列車運行開始。
- 1999年（平成11年）7月 - かぶと虫列車運行開始。
- 2000年（平成12年）1月 - フラワ2000-1型車両運行開始。
- 2001年（平成13年）9月 - フラワ2000-2型車両運行開始。
- 2006年（平成18年）6月 - ボランティア駅長誕生。
- 2006年（平成18年）10月 - 北条鉄道まつり開始。
- 2010年（平成22年）10月16日 - 全国初、旅客用の車両に廃油燃料が使用される[5]。子ザル駅長誕生[7]（2016年より子ザル駅長は休止中[8]）。
- 2019年（令和元年）8月2日 - 全国初となる保安システムとして票券指令閉そく式導入が国土交通省より認可される[9]。
- 2020年（令和2年）9月1日 - 法華口駅の列車交換施設運用開始[10]。票券指令閉塞式導入[11]。
- 2022年（令和4年）3月13日 - キハ40形車両運行開始（後述）。
- 2024年（令和6年）6月 - 北条線の2023年度の利用客（年間輸送人員）と売上高が、第三セクター鉄道に移行後最高を記録[12]。

## 路線
- 北条線 粟生 - 北条町 13.6km

粟生駅のホームは加古川線西脇市方面行きと同じホームであるが、同線への渡り線は撤去されており、同線とは直通ができない。2020年4月末に中間駅である法華口駅の列車交換設備の再設置工事が完成し、全国初となる保安システムとして票券指令閉塞式を導入して同年9月から運用が開始された。北条町駅には本社・車庫・検修庫・留置線がある。
北条線ではICOCA、PiTaPaなどの交通系ICカードは一切利用できないが、2026年の導入に向けて準備が進められている。

## 経営改革

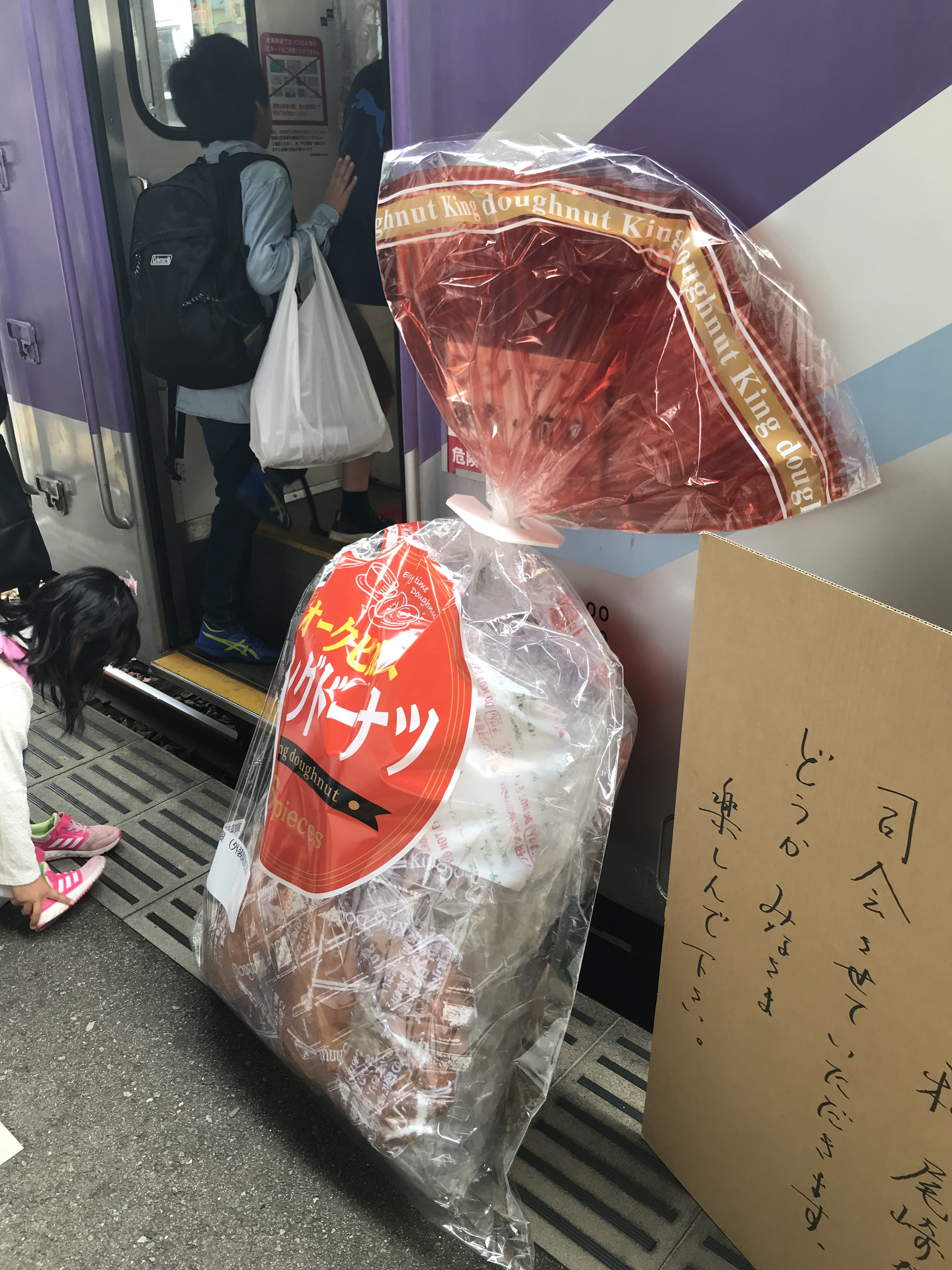
「ドーナツ列車」で提供されるドーナツ（2019年11月3日）

経営改革のために以下のような取り組みを行っている。
ステーションマスター
公募により駅長を募集し、個人により駅舎の管理、運営、イベントなどを行っている。約2年の任期の中で、自分の特技や趣味を生かした活動で北条鉄道の活性化、乗客増につながる活動が求められている。この試みは新日本様式100選でも紹介された。
イベント列車
1月にはおでん列車、夏休みにはかぶと虫列車、8月にはビール列車、12月にはイルミネーション見学列車、クリスマスのシーズンにはサンタ列車が運行される。
2019年からは不定期でドーナツ列車が運行されている。ドーナツ列車では加西市に本社がある丸中製菓のドーナツが提供される。

グッズの販売
記念きっぷ、キーホルダー、チョロQ、使用済みレールを使用した文鎮、踏切警報灯などの鉄道グッズのほか、北条鉄道サイダー、蜂蜜、瓦せんべいを北条町駅や、一部は法華口駅で販売している。2020年7月10日より「鉄印帳」が販売されたが、わずか3日で完売となった。

BDFの導入
2008年に加西市と共同でバイオディーゼル燃料（BDF）での試験走行を実施した。
社長の公募
2009年に、社長と運輸部長を公募し、翌2010年に、大阪府在住の元ミシンメーカー社員松本孝徳が次期社長に内定し、同年3月に副社長に就任した。しかし、2011年6月21日の株主総会で取締役再任を否決され、事実上の解任となった。なお、株主総会に引き続く取締役会では、新市長の西村和平の社長就任が決まった。
1985年の開業当初の営業収益（売上高）は8000万円台であった。その後2000年代初頭に5000万円台まで落ち込むなど危機的な状況に陥っていたが、2014年度には再び8000万円台を回復し、開業以来最高値を記録。その後も8000万円台を維持している。
「法華口駅行き違い交差設備事業」は国、兵庫県、加西市からの補助金、北条鉄道分は企業版ふるさと納税の寄付により工事を行った。
2024年6月、北条線の2023年度の利用客（年間輸送人員）と売上高が、1985年に旧国鉄から第三セクター鉄道に移行後の最高を記録したと報じられた。加西市から小野市や西脇市、加古川市など周辺地域の高校に通学する生徒の利用が増えたことに加え、新型コロナウイルス禍で落ち込んでいた利用が回復したことによる。事業報告書と決算報告書によれば、輸送人員は前年度比2%増の38万7836人で、収入の30%近くを占める通学定期の利用が同4.3%増の17万9280人に伸びた。売上高は同1%増の9733万円となった。

## 車両
いずれもディーゼルカー。形式の「フラワ」は加西市内に立地する兵庫県立フラワーセンターに由来する（ただし北条線沿線からは遠い）。またオリジナル車両の形式番号は、各形式の1号車が導入された年（西暦）にちなむ。詳細なスペックは各形式の記事参照。

### 現有車両

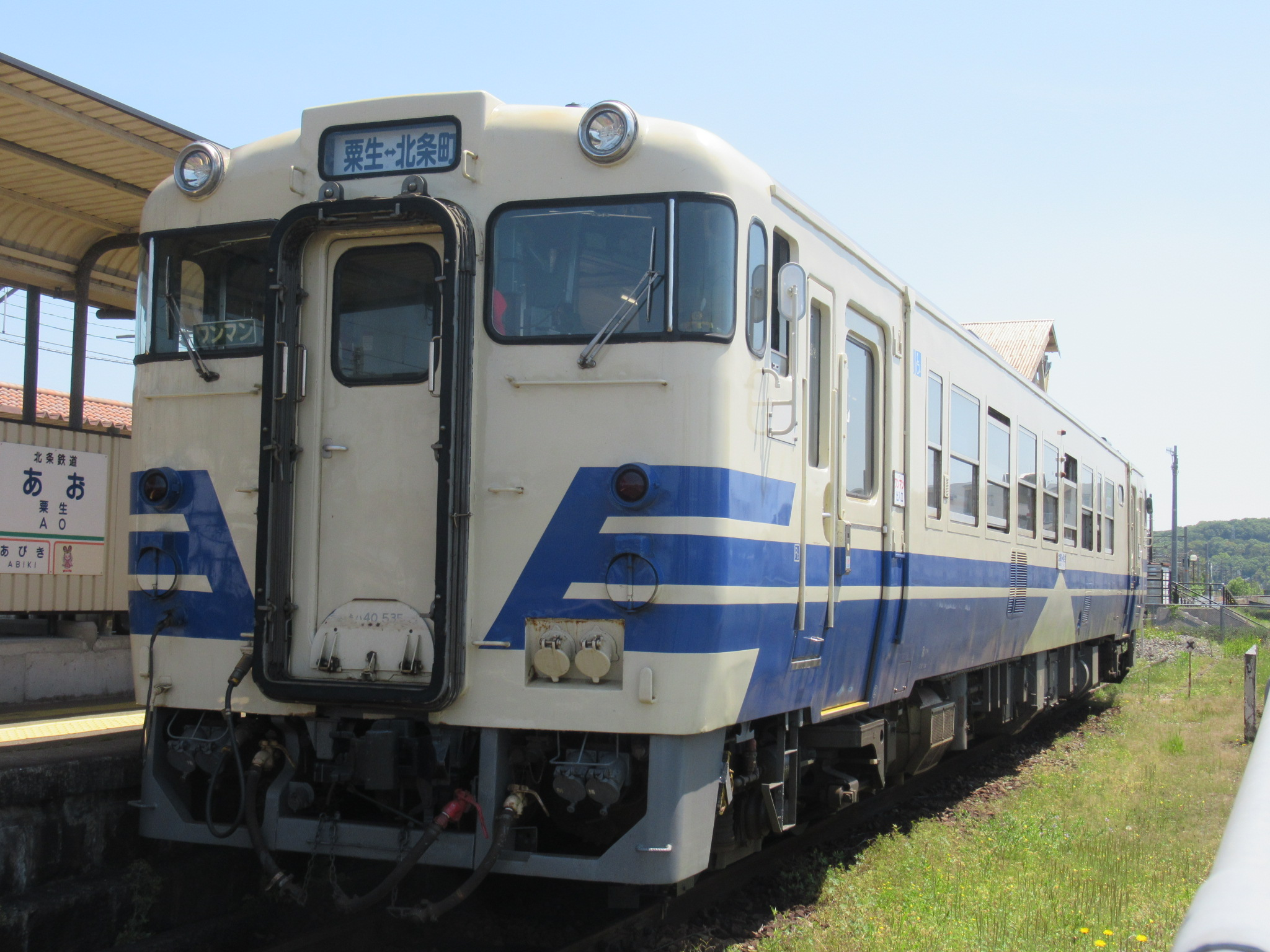
キハ40 535（粟生駅）

フラワ2000形
フラワ1985形の代替用に導入されたボギー車のLE-DCで、フラワ2000-1・2・3号の3両が在籍する。3号は2008年4月に廃止となった三木鉄道から購入したミキ300-104。変速機は変速2段、直結1段。1・2号の最高速度は80km/h、3号の最高速度は95km/h。3号は三木鉄道から購入当時は、そのままの塗装で走っていたが、2012年3月20日からは新塗装で運行されている。

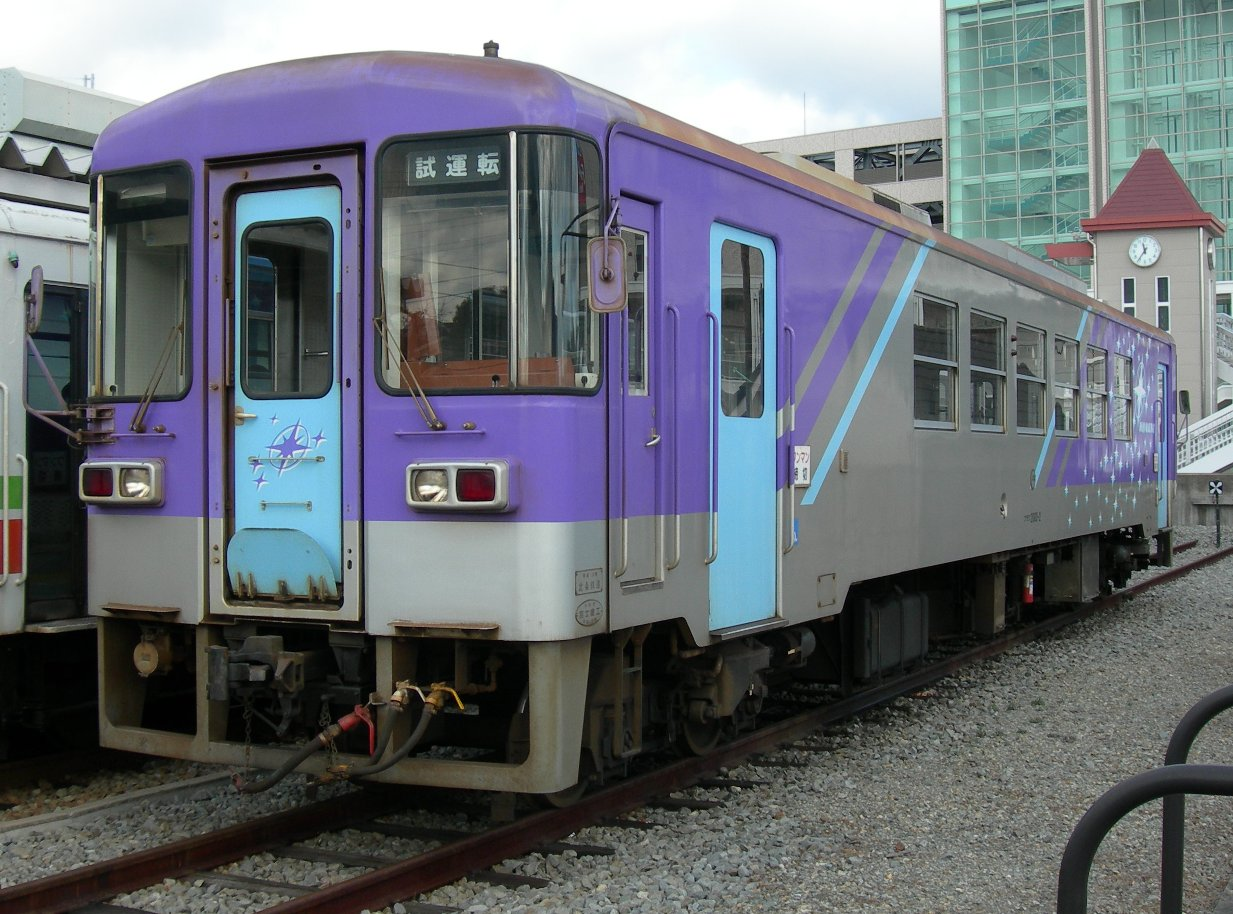
フラワ2000-2（北条町駅）

キハ40形
列車行き違い設備新設に伴う予備車の不足を解消するため、東日本旅客鉄道（JR東日本）秋田総合車両センター南秋田センターに所属し、五能線で2021年（令和3年）3月12日まで使用されていたキハ40 535（1979年新潟鐵工所製）を譲受している。導入に当たっては車両の購入費用や運搬費、改造費用について2,600万円を加西市が助成し、併せて2021年9月1日から10月29日までクラウドファンディングを実施したところ、目標金額の300万円を初日で達成、最終的に1,302万円を集めてプロジェクトが成立し、2022年（令和4年）3月13日に運行を開始した。北条鉄道ではトイレを撤去して車椅子用スロープ板を収納する物置に転用した以外は車内外とも五能線時代のままで運転されている。
キハ40系が粟生駅に乗り入れるのは2004年（平成16年）12月に加古川線が電化されて以来18年ぶりとなるが、当車両は寒冷地仕様のため、加古川線を走っていた車両（2000番台）とは仕様が異なる。例えば、台車が2000番台は金属バネであったのに対して当車両は空気バネであったこと、さらには加古川線を走っていた車両はJR西日本によって実施された車体更新の際に窓の構造が変わったのに対し、当車両は国鉄時代以来のオリジナルの窓構造のままである点、などである。
導入までの経緯
担当者の坂江大宗が中古車両を日本全国の鉄道会社から探していたところ、この車両を見つけた。新車であれば2億円するところを購入費用は約300万円であった。引退車両の購入には社内でも異論が出たが、勝機があると判断。約1年がかりで社内を説得し了承を得たものの、最後まで疑問を持たれ続けた。坂江自身鉄道好きであり、キハ40が北条鉄道を走れば集客につながるという自信があった。予想は的中し、前述のクラウドファンディングでの成果となる。その後、秋田から3か月の行程を経て北条鉄道に引き渡された。車内には当鉄道に来る前に走っていた五能線の路線図や、寒冷地仕様の雪かき（スノープラウ）が残されるなど、鉄道マニア受けするものであったこともあり人気を呼び、当車両を導入した2021年度の運賃収入は過去最高の8300万円を計上した。駅舎内には"キハ効果"を狙った鉄道グッズが並び、遠方からの来客も呼び込んだ。
- キハ40 535（粟生駅）

### 過去の車両
フラワ1985形
開業に合わせて3両（フラワ1985-1 - 3）が導入された。LE-CarIIの二軸車タイプ。変速機は変速1段、直結1段。座席はロングシート。フラワ2000形に代替され、2009年に形式消滅した。廃車後3両のうち2両は紀州鉄道に譲渡され、そのうち1両は紀州鉄道での廃車後、有田川町鉄道公園で北条鉄道時代の塗装に戻されフラワ1985-2として動態保存されている。

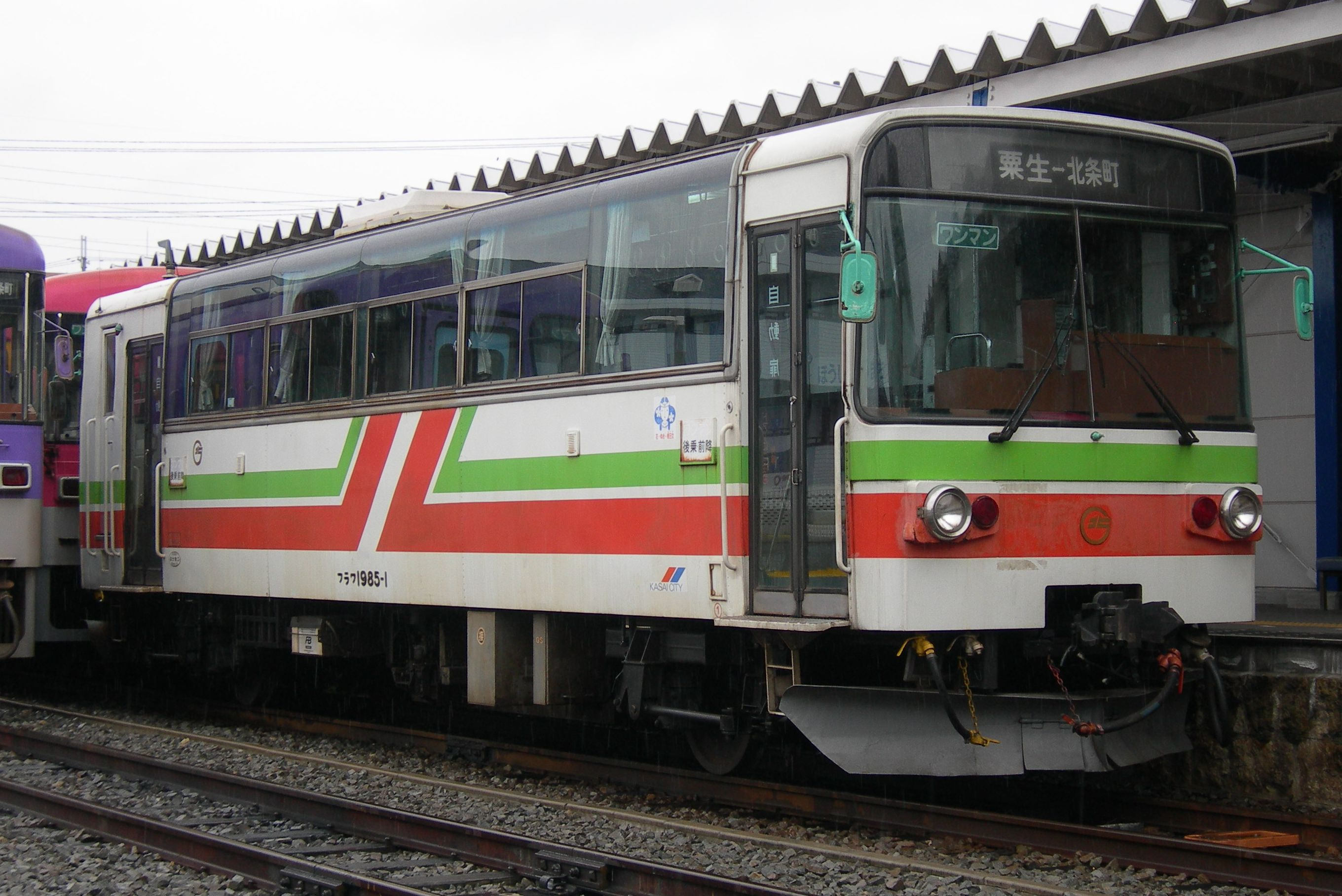
フラワ1985-1（北条町駅）

## 不祥事
同社の経理担当の取締役が、約150万円を着服していたことが、2009年10月に発覚した。この元取締役は、自らの報酬を水増しする形で過大に受け取っていた模様である。この取締役は、全額を返還した上退職した。前述の社長の公募は、この事件を受けてのものと見られている。